# Hard Rock Cafe
Hard Rock Cafe Inc. là một chuỗi các nhà hàng chủ đề được thành lập vào năm 1971 bởi Isaac Tigrett và Peter Morton ở Luân Đôn. Năm 1979, quán cà phê bắt đầu phủ lên các bức tường của nó bằng những vật kỷ niệm rock and roll, một truyền thống mở rộng cho những quán khác trong chuỗi. Vào năm 2007, Hard Rock Cafe International (Hoa Kỳ), Inc. đã được bán cho Seminole Tribe Florida và có trụ sở tại Orlando, Florida cho đến tháng 4 năm 2018 khi các văn phòng công ty được chuyển đến Davie, Florida. Tính đến tháng 7 năm 2018, Hard Rock International có địa điểm tại 74 quốc gia, bao gồm 185 quán cà phê, 25 khách sạn và 12 sòng bạc.

## Lịch sử

### Nhà hàng

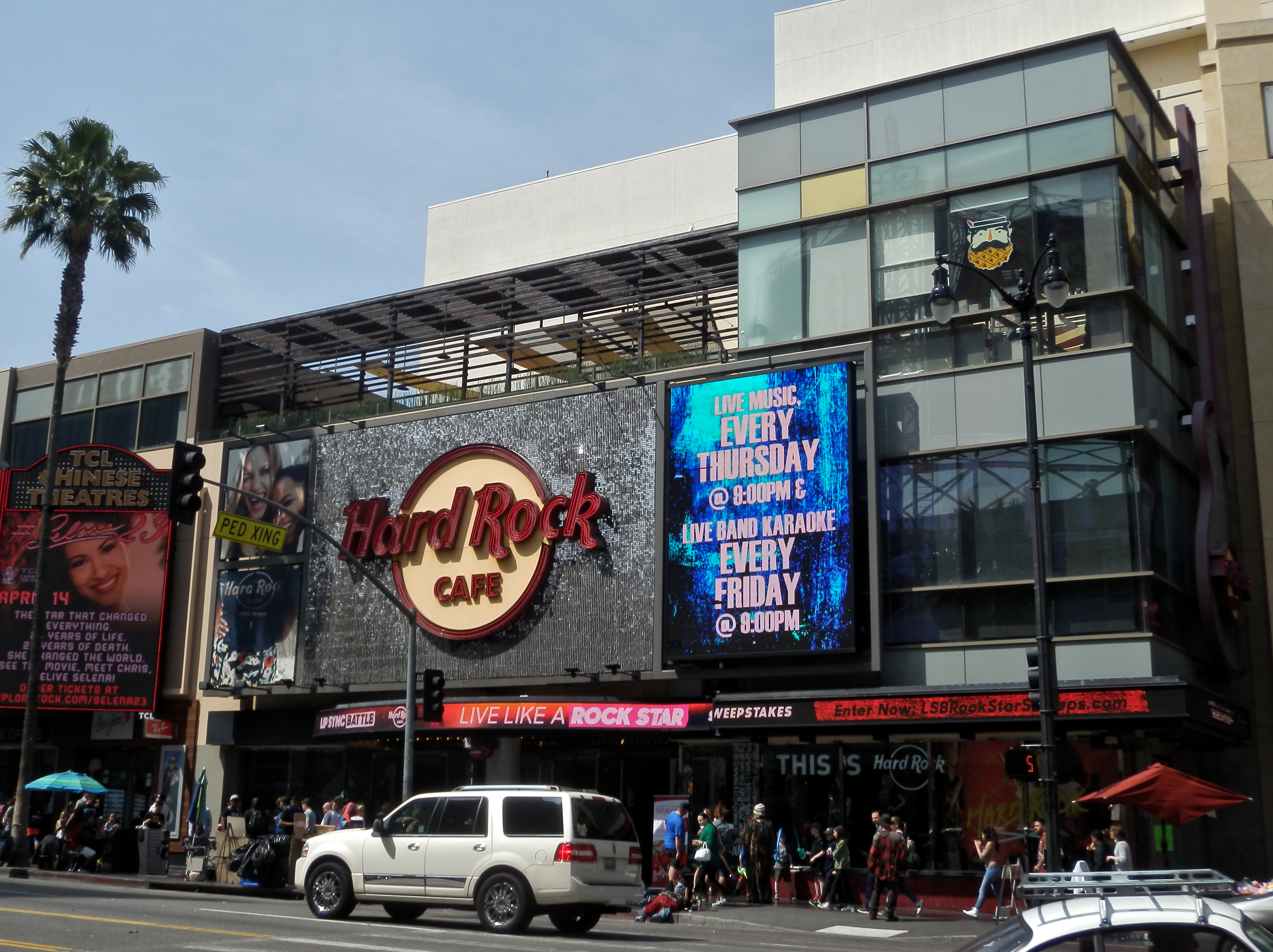
Hard Rock Cafe ở Hollywood

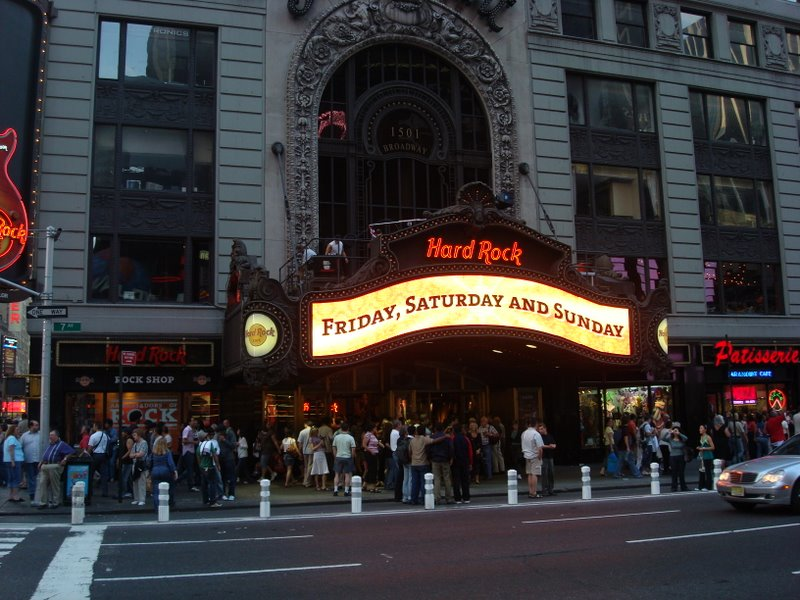
Hard Rock Cafe ở Broadway ở Times Square

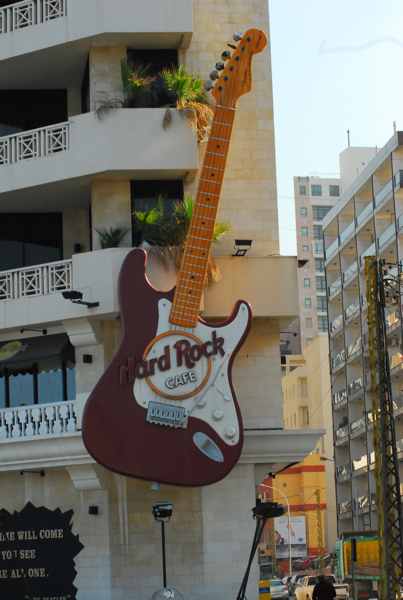
Guitar lớn tại Hard Rock Cafe, Beirut, Lebanon. Địa điểm này đóng cửa vào tháng 9 năm 2013.

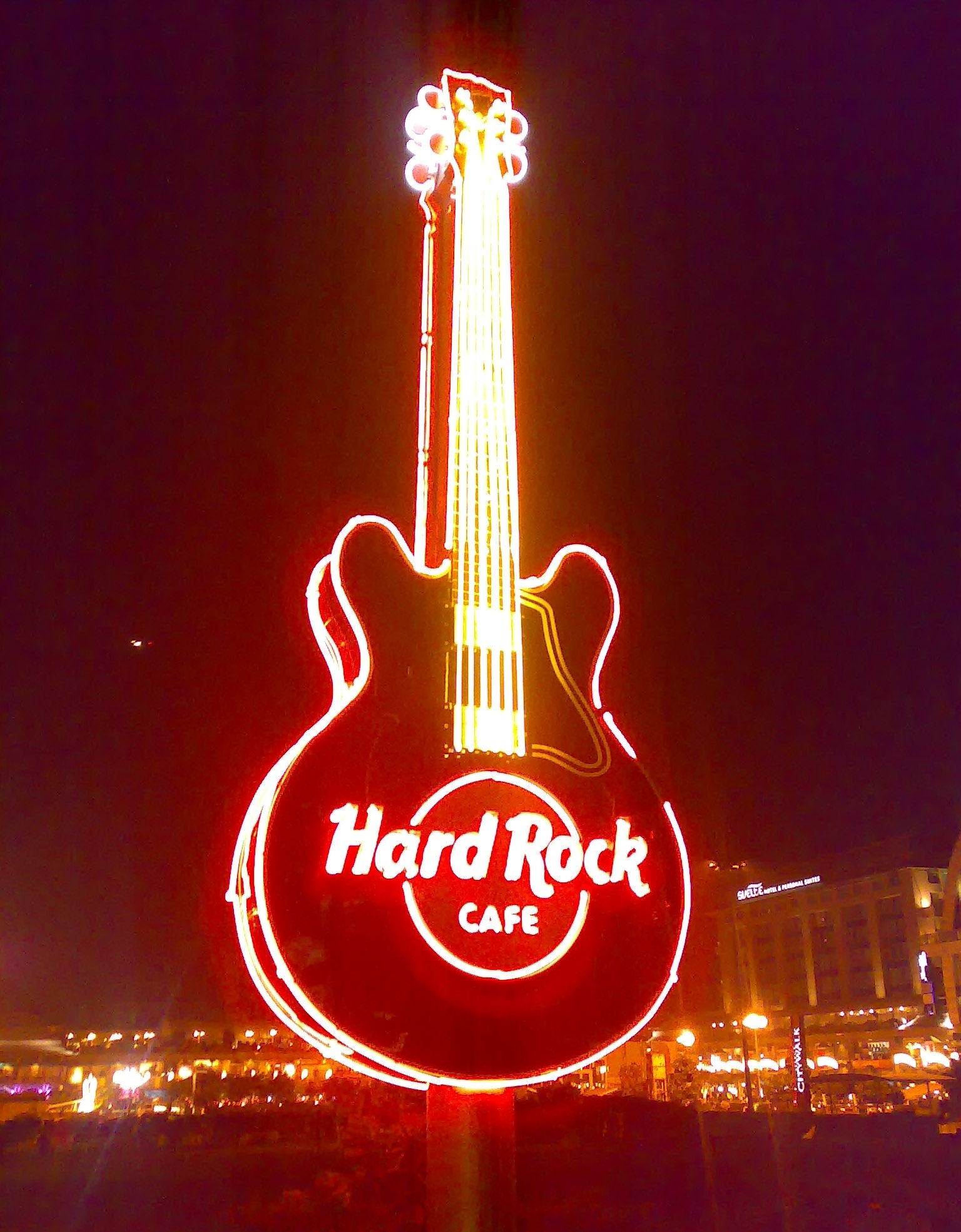
Guitar lớn tại Hard Rock Cafe ở New Delhi, Ấn Độ

Quán cà phê Hard Rock đầu tiên (HRC) khai trương vào ngày 14 tháng 6 năm 1971 tại Old Park Lane, Mayfair, Luân Đôn, thuộc quyền sở hữu của những người Mỹ trẻ tuổi Isaac Tigrett và Peter Morton. Hard Rock ban đầu có một trang trí chiết trung, nhưng sau đó nó bắt đầu hiển thị các bản ghi nhớ.
Chuỗi bắt đầu mở rộng trên toàn thế giới vào năm 1982 với các địa điểm tại (trong số những nơi khác) Toronto, Los Angeles, San Francisco, Chicago, Paris và Berlin. Các địa điểm Hard Rock Cafe ở Hoa Kỳ khác nhau, từ các thị trường nhỏ hơn, hướng đến khách du lịch (Biloxi, Pigeon Forge, Key West, v.v.) đến các đô thị lớn (Houston, Philadelphia, Thành phố New York, Chicago, Boston, Washington DC,...) Hard Rock Cafe thường không nhượng quyền các địa điểm cafe ở Hoa Kỳ. Tất cả các quán cà phê ở Hoa Kỳ đều thuộc sở hữu của công ty và hoạt động, ngoại trừ các quán cà phê ở sòng bạc Tampa và casio Four Winds New Buffalo. Tuy nhiên, trong quá trình chuyển đổi tài sản của Las Vegas Hard Rock Hotel ban đầu được sở hữu và sau đó được bán cho Xếp hạng bởi người sáng lập Peter Morton. Morton giữ lại quyền đặt tên khách sạn ở phía tây Mississippi. Khi Morton bán khách sạn Las Vegas Hard Rock của mình cho Tập đoàn khách sạn Morgans, ông cũng đã bán các quyền đặt tên này, sau đó đã phát sinh hai khách sạn nhượng quyền của Mỹ (không có quán cà phê) ở Albuquerque và Tulsa. Khách sạn ở Albuquerque không còn trả tiền cho các quyền của Hard Rock và trở lại tên cũ vào tháng 6 năm 2013. Nhiều khách sạn được nhượng quyền từ Morgan được lên kế hoạch cho Sioux City và Vancouver.
Năm 1990, The Rank Group, một công ty giải trí có trụ sở tại Luân Đôn, đã mua lại Mecca Leisure Group và tiếp tục mở rộng khái niệm trên lãnh thổ địa lý của mình. Thứ hạng tiếp tục mua Hard Rock America từ Peter Morton cũng như Hard Rock Canada từ Nick Bitove. Sau khi hoàn thành các thương vụ mua lại này, Rank đã giành được quyền kiểm soát thương hiệu trên toàn thế giới. Vào tháng 3 năm 2007, Seminole Tribe of Florida đã mua Hard Rock Cafe International, Inc. và các thực thể liên quan khác từ Xếp hạng với giá 965 triệu USD. Năm 2008, các thành viên ẩn danh của nhân viên phục vụ đã chỉ trích doanh nghiệp vì thực tế họ trả cho họ ít hơn một nửa mức lương tối thiểu chính thức ở Anh, với việc doanh nghiệp phân bổ tiền boa cho nhân viên để trả lương cho họ theo luật. Hầu hết các khách hàng đã được lập luận không nhận ra rằng họ đang trợ cấp một mức lương thấp khi họ đưa tiền boa.

### Các sự kiện âm nhạc

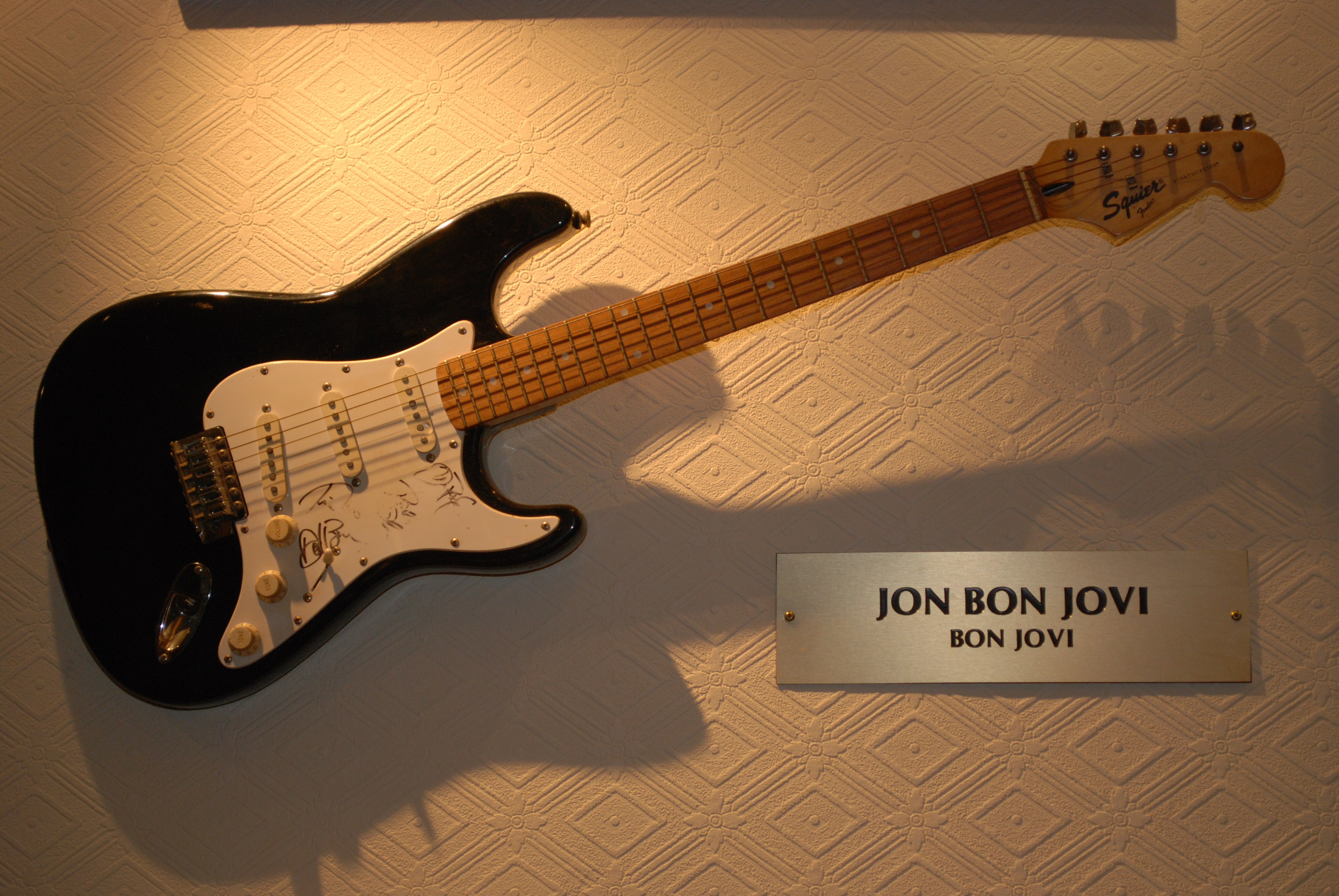
Guitar của Jon Bon Jovi trưng bày ở quán cà phê ở Moscow

HRC được biết đến với bộ sưu tập kỷ vật rock-and-roll. Các quán cà phê thu hút quyên góp kỷ vật âm nhạc nhưng cũng mua một số mặt hàng tại các cuộc đấu giá trên khắp thế giới, bao gồm guitar có chữ ký, trang phục từ các tour du lịch thế giới và các bức ảnh hiếm; những thứ này thường được tìm thấy gắn trên tường quán cà phê. Bộ sưu tập bắt đầu vào năm 1979 với cây guitar Lead II Fender từ Eric Clapton, người thường xuyên ở nhà hàng đầu tiên ở London. Clapton muốn quản lý treo cây đàn guitar trên ghế thường xuyên của mình để đặt yêu cầu đến vị trí đó, và họ có nghĩa vụ. Điều này đã khiến Pete Townshend của The Who đưa ra một trong những cây guitar của anh ấy, cũng không được ký tên với ghi chú "Mine's as good as his! Love, Pete." Hard Rock's archive includes over 80,000 items, và là bộ sưu tập tư nhân Rock and Roll lớn nhất thế giới. Các mảnh Marquee từ bộ sưu tập đã được hiển thị ngắn gọn trong một bảo tàng Hard Rock có tên "The Vault" tại Orlando, Florida từ tháng 1 năm 2003 đến tháng 9 năm 2004. Sau khi đóng cửa, các mặt hàng đã được giải ngân đến các địa điểm nhà hàng khác nhau. London Vault vẫn mở và miễn phí cho khách tham quan, nằm trong Rock Shop bán lẻ của quán cà phê ban đầu.
The Hard Rock Café cũng sở hữu xe sáu bánh Bedford VAL được sử dụng trong bộ phim năm 1967 The Beatles Magical Mystery Tour. Chiếc xe đã được tân trang lại hoàn toàn sau khi quay phim. Nó hiện đang được hiển thị ở Mỹ, nhưng xuất hiện thường xuyên trong các sự kiện ở Anh, đặc biệt là tại Hard Rock Cafe ở London. Vào năm 2001, một cuộc thi đã được tổ chức để giành được chiếc xe buýt thực sự, nhưng nó không bao giờ được cho đi và ở lại với quán cà phê.